# Nummis församlingshus
Nummis församlingshus (finska: Nummen seurakuntatalo) är ett församlingshem i Nummis i Lojo stad i det finländska landskapet Nyland. Församlingshemmet i tegel har ritats av arkitektbyrån Lauri Hollmen och byggnaden uppfördes år 1983. Nummis församlingshus ligger mittemot Nummis kyrka i Nummis kyrkby vid sjön Pitkäjärvi.
Församlingshuset ägs numera av Lojo församling och används av Nummis områdesförsamling som tillhör Lojo församling.